# 六複合五角反角柱
這個複合多面體由六個 五角反稜柱所組成。 此多面體可透過將一個二十面體中由邊構造出六個五角反稜柱，再將每一個五角反稜柱偏轉36度（以原二十面體的中心作為定點偏轉）。
此多面體和 六複合五角星反稜柱有著相同的頂點位置。

## 頂點座標
該複合多面體的頂點座標擁有以下三種形式
(±(3+4τ), 0, ±(4−3τ))
(±(2−4τ), ±5τ, ±(1−2τ))
(±(2+τ), ±5, ±(4+2τ))
τ = (1+√5)/2是 黃金比例 （有時作 φ）。